# سعید کریمی (بازیکن فوتبال، زاده ۱۳۷۶)
سعید کریمی (زادهٔ ۲ فروردین ۱۳۷۶) بازیکن فوتبال اهل ایران است که در پست مدافع برای باشگاه فوتبال ملوان بندر انزلی در لیگ برتر خلیج فارس بازی می‌کند.
وی سابقه عضویت در تیم‌های خونه به خونه، نفت مسجدسلیمان و ملوان بندر انزلی و شمس آذر را در کارنامه دارد.